# 臺灣熊蟬
为蟬科熊蟬屬下的一个种，分布於中國大陸、越南、臺灣、與柬埔寨，每年6至10月出沒，6至7月出沒頻率更高，常見於食茱萸等喬木，公蟬體長約46—49（1.8—1.9英寸），母蟬約在42—47（1.7—1.9英寸）。